# Richard Justin Lado
Richard Justin Lado (Khartum, 5 ottobre 1979) è un calciatore sudsudanese, difensore dell'Al-Malakia e della Nazionale sudsudanese.

## Carriera

### Club
Gioca, dal 1999 al 2003, all'Al-Hilal. Nel 2003 si trasferisce all'Ismaily. Nel 2004 torna all'Al-Hilal. Nel 2005 viene acquistato dal Dibba Al Hisn. Nel 2006 si trasferisce all'Al-Hilal. Nel 2008 passa al Muscat. Nel 2009 passa all'Al-Hilal. Nel 2010 viene acquistato dal Khartoum 3. Nel 2013 si trasferisce all'Al-Malakia.

### Nazionale
Ha debuttato con la Nazionale sudanese nel 2000 e vi ha giocato fino al 2008. Il 10 luglio 2012 debutta con la Nazionale sudsudanese, in Sudan del Sud-Uganda, in cui mette a segno una rete.

## Palmarès

### Club

#### Competizioni nazionali
- Campionato sudanese: 6

Al-Hilal Omdurmam: 1999, 2003, 2004, 2006, 2007, 2009
- Coppa del Sudan: 4

Al-Hilal Omdurmam: 2000, 2002, 2004, 2009